# W.E.B. Du Bois
William Edward Burghardt "W.E.B." Du Bois, född 23 februari 1868 i Great Barrington, Massachusetts, död 27 augusti 1963 i Accra i Ghana, var en amerikansk (tillämpad) sociolog, historiker, medborgarrättsaktivist, panafrikanist, författare och redaktör. Du Bois var personlig vän till Franklin D. Roosevelt och deltog som officiellt inbjuden observatör när FN bildades i San Francisco år 1945. Dessutom var Du Bois stor inspirationskälla för Malcolm X.

## Biografi
Du Bois studerade först vid Fisk University, därefter vid universitetet i Berlin och slutligen vid Harvard, där han blev förste afroamerikan som promoverades till filosofie doktor vid detta universitet år 1895. Hans doktorsavhandling The Suppression of the African Slave Trade blev första volym i den nya serien Harvard Historical Series. 
År 1905 samlade Du Bois 29 svarta ledare i Niagara Falls i Kanada och startade där rörelsen Niagara Movement. Den undvek att öppet kritisera dåtidens självklare svarte ledare Booker T. Washingtons politik. Rörelsen fick 33 underavdelningar i USA och höll årskongresser på sådana historiska platser som Faneuil Hall i Boston och Harpers Ferry. Den vann dock inte mycket terräng bland svarta. Rörelsen hade urusel ekonomi och upplöstes år 1910. Ur denna organisation föddes den mer framgångsrika National Association for the Advancement of Colored People (NAACP). Där blev Du Bois chef för avdelningen för forskning och publicitet; redaktör för dess tidskrift Crisis. Hans samarbete med Pan-African Congress och hans stöd för förslagen om skilda svarta samhällen ledde dock till en brytning med NAACP under 1930-talet. Efter andra världskriget förespråkade han socialismen och fredsrörelsen. I slutet av sitt liv blev Du Bois medlem i amerikanska kommunistpartiet, och utvandrade till Ghana.